# HomePlug Powerline Alliance
Die HomePlug Powerline Alliance (kurz: HomePlug Alliance) war ein US-amerikanischer Dachverband, der sich für die Entwicklung und Standardisierung von Powerline-Communication-Technologien (PLC) verantwortlich gesehen hat. Die Mitglieder der Allianz waren Unternehmen aus allen Teilen der Wertschöpfungskette – von Forschung und Entwicklung bis hin zu Service und Inhalten. Neben Inhouse-PLC-Lösungen widmete sich die Allianz auch dem Schmalband-Bereich.

## Historie
Der Verband wurde im März 2000 ins Leben gerufen, die erste Spezifikation HomePlug 1.0 im Juni 2001 verabschiedet.
Am 18. Oktober 2016 wurde in einer Presseveröffentlichung bekannt gegeben, dass alle technischen Spezifikationen der Homeplug Alliance öffentlich zugänglich gemacht werden sollen. Außerdem, dass die Aktivitäten der Homeplug Alliance im Laufe des Jahres 2017 transferiert werden sollen.
Der letzte Beitrag auf der Facebook-Präsenz der Homeplug Alliance ist auf den 21. November 2016 datiert.
Die Website der Homeplug Alliance ist nicht mehr verfügbar. Der letzte Schnappschuss der Homeplug Alliance Website im Internet Archiv Wayback Machine stammt vom  3. April 2019.
Im Unternehmensregister des US-Bundesstaates Oregon wird die Homeplug Alliance, Inc. als inaktiv geführt.
Beim US-Markenamt wird der Markenname HOMEPLUG seit dem 27. Januar 2023 mit dem Status Dead geführt. Eintragungen für den Markennamen HOMEPLUG POWERLINE ALLIANCE haben ebenfalls den Status Dead.